# Cybister vulneratus
Cybister vulneratus là một loài bọ cánh cứng trong họ Bọ nước. Loài này được Klug miêu tả khoa học năm 1834.
Loài này phân bố ở Zimbabwe.